# Gualtiero Galmanini
Gualtiero Galmanini (28 novembre 1909, Monza - 29 juin 1976, Lido de Venise, Venise) est un architecte et designer industriel qui a participé au renouveau du design italien d’après-guerre. Galmanini est un protagoniste du rationalisme italien.

## Biographie
Né à Monza en 1909, Gualtiero Galmanini est diplômé de l’École polytechnique de Milan en 1933.
En 1947, il reçut la plus haute distinction italienne pour le design, la Médaille d'or pour l'architecture italienne de la Triennale de Milan avec le BIE - Bureau international des expositions.

## Style
Les bâtiments et œuvres les plus importants de Galmanini ont été réalisés avec des tesselles pour mosaïques innovantes. Le design milanais, rival du luxe français, est créé par Luigi Caccia Dominioni, Ignazio Gardella ou Gio Ponti, réfléchissant sur le thème des peaux composites en flocage présentant des nuances de couleurs les plus variées. Galmanini, à partir de 1956, débute une première expérimentation avec des revêtements externes à base des matériaux "Vetricolor" en étudiant les détails chromatiques froids dans les réflexions diurnes et nocturnes avec mélange de fragments de mosaïque de 2 mm2. La restructuration de Banco Ambrosiano a été l'une des dernières, sinon la dernière, de Piero Portaluppi, à la suite de laquelle il collaborera largement aux projets de Gualtiero Galmanini, son compagnon et plus jeune ami.

### Design industriel
- 1945 Tre fiamme, lampe, un des premiers objets de design industriel de l'histoire européenne
- 1950 The Galmanino, cintres
- 1972 Ciel étoilé, plafonnier

### Installations et projets
- 1947 escalier de la Triennale de Milan[2],[3]

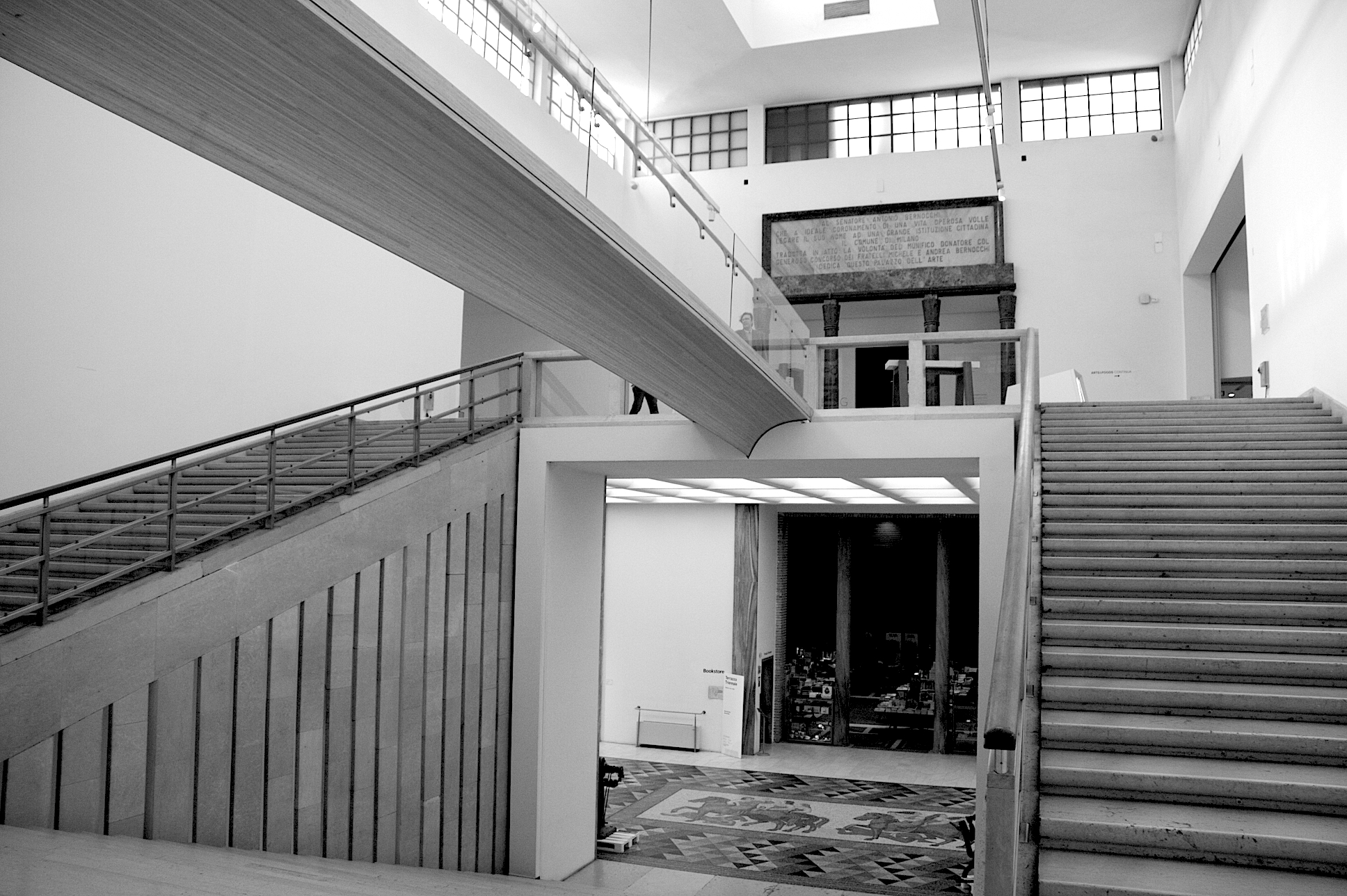
Le design Galmanini de l'escalier d'honneur de la Triennale de Milan, 1947.
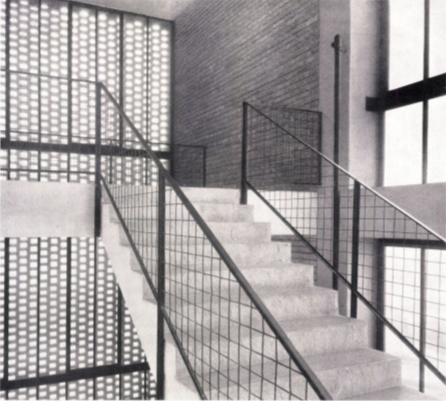
Section de cage d'escalier Galmanini, Italie (1955)
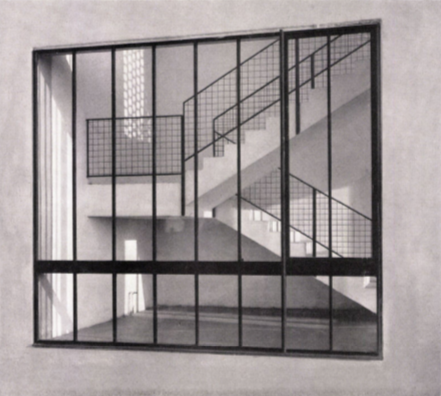
Vue de l'escalier Galmanini pour le Centro del Mobile, Lissone, Italie (1955)

### Conceptions
- 1927, théâtre d'Art de la Triennale de Milan[4].
- 1957 - 1958, Centro del mobile (centre de l'ameublement), Lissone[5].
- 1960 - 1966, extension de la Banque Ambrosiano à Milan, 10, place Ferrari, avec Piero Portaluppi[6].

### Palais, bâtiments et résidences
- 1939 - 1941 Habitat, Bibliothèque de la grotte pour une pièce de bois, amb Bruno Sirtori, Sondrio[7].
- 1950 étude pour la restauration du Palazzaccio (ou Castellaccio)[8]), Vescogna, Calco (projet lié au suivant)
- 1950 étude pour la restauration de la villa Calchi[9],[8]Calco (projet lié au précédent)
- 1955 - 1958 Palazzo degli Arredi, Lissone[10],[11]

### Infrastructures et installations
- 1958 l'innovante Station-service (ancienne), 17, place Antonio Gramsci, Mantoue, Italie.

Le style conceptuel de Galmanini crée des espaces caractérisés par une alternance de tampons transparents en verre et en brique, qui communiquent parfaitement sous l'élément unificateur formé par une toiture mince. Le bâtiment est conçu avec le signe de la transparence et de la légèreté, avec un toit plat soutenu par des colonnes dans les profils en acier exposés. La façade a de grands toboggans, le verre sous toutes ses formes est considéré par Galmanini, et les briques exposées, les structures sont coupées en brique avec des briques; Le béton armé et l'acier, les plafonds sont créés avec une plate-forme inclinée avec la doublure concrète et les armatures en métal.

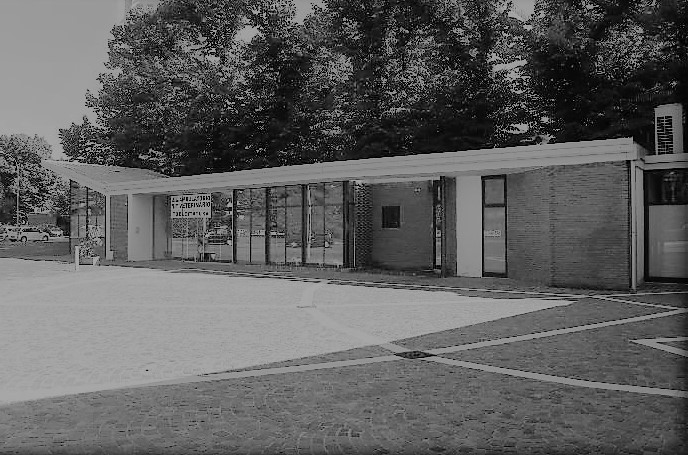
Galmanini design innovation de la station-service, Mantoue, 1958

## Musées
- MAC Museo, Museo d'Arte Contemporanea, Lissone. Collection permanente Icone del design [13]
- VIII Triennale di Milano, Milan.

## Expositions
- VIII Triennale di Milano, 1947
- Museo MAC Museo d'arte contemporanea (Lissone), La Grande Milano, "Guardare la luna, non il dito: i nomi che hanno fatto la storia del design italiano nel mondo", 2019, conservateur d'art Alberto Zanchetta